# Czech Hockey Games 2011
Die Czech Hockey Games 2011 waren seit 1994 die 17. Austragung des in Tschechien stattfindenden Eishockeyturniers. Dieses Turnier ist Teil der Euro Hockey Tour (EHT), bei welcher sich die Nationalmannschaften Finnlands, Schwedens, Russlands und Tschechiens messen.
Das Turnier der EHT-Saison 2010/11 fand vom 21. bis 24. April 2011 in Brno und Malmö statt.

## Spiele
| 21. April 2011 18:10 Uhr | Tschechien Tomáš Rolinek (38:38) Roman Červenka (48:49) | 2:1 (0:1, 1:0, 1:0) | Finnland Juhamatti Aaltonen (10:56) | Hala Rondo, Brno Zuschauer: 7.200 |

| 21. April 2011 19:30 Uhr | Schweden Martin Thörnberg (29:15) Magnus Pääjärvi-Svensson (30:03) | 2:4 (0:2, 2:0, 0:2) | Russland Alexei Morosow (14:00) Danis Saripow (16:55) Witali Atjuschow (46:34) Alexei Morosow (59:32) | Malmö Arena, Malmö Zuschauer: 10.245 |

| 23. April 2011 14:00 Uhr | Tschechien Radek Martínek (19:03) Radek Martínek (24:17) Roman Červenka (24:45) Jakub Voráček (34:34) Jiří Novotný (50:23) Jaromír Jágr (53:31) | 6:3 (1:0, 3:2, 2:1) | Russland Wladimir Tarassenko (22:04) Alexei Morosow (29:10) Denis Grebeschkow (52:24) | Hala Rondo, Brno Zuschauer: 7.200 |

| 23. April 2011 18:00 Uhr | Finnland Petteri Nokelainen (31:16) Janne Niskala (58:37) | 2:0 (0:0, 1:0, 1:0) | Schweden | Hala Rondo, Brno Zuschauer: 5.166 |

| 24. April 2011 14:00 Uhr | Russland Witali Atjuschow (12:13) Danis Saripow (24:01) Danis Saripow (33:57) Alexei Tereschtschenko (59:52) | 4:2 (1:1, 2:1, 1:0) | Finnland Mikko Mäenpää (4:20) Anssi Salmela (31:28) | Hala Rondo, Brno Zuschauer: 4.805 |

| 24. April 2011 18:00 Uhr | Tschechien Lukáš Krajíček (8:14) Jaromír Jágr (11:11) | 2:4 (2:1, 0:2, 0:1) | Schweden Daniel Fernholm (6:13) Martin Thörnberg (20:34) Loui Eriksson (33:39) Robert Nilsson (51:01) | Hala Rondo, Brno Zuschauer: 7.200 |

## Tabelle
| Platz | Mannschaft | Spiele | S | S (OT) | N (OT) | N | T     | P |
| ----- | ---------- | ------ | - | ------ | ------ | - | ----- | - |
|       | Tschechien | 3      | 2 | 0      | 0      | 1 | 10:08 | 6 |
|       | Russland   | 3      | 2 | 0      | 0      | 1 | 11:10 | 6 |
|       | Finnland   | 3      | 1 | 0      | 0      | 2 | 05:06 | 3 |
| 4.    | Schweden   | 3      | 1 | 0      | 0      | 3 | 06:08 | 3 |

## Statistik

### Beste Scorer
| Name                     | Team       | Spiele | Tore | Assists | Punkte | +/- | Strafmin. |
| ------------------------ | ---------- | ------ | ---- | ------- | ------ | --- | --------- |
| Jaromír Jágr             | Tschechien | 3      | 2    | 4       | 6      | −1  | 2         |
| Alexei Morosow           | Russland   | 3      | 3    | 2       | 5      | +4  | 0         |
| Danis Saripow            | Russland   | 3      | 3    | 2       | 5      | +3  | 0         |
| Roman Červenka           | Tschechien | 3      | 2    | 3       | 5      | −1  | 4         |
| Jakub Voráček            | Tschechien | 3      | 1    | 2       | 3      | +2  | 2         |
| Alexei Tereschtschenko   | Russland   | 3      | 1    | 2       | 3      | +2  | 6         |
| Magnus Pääjärvi-Svensson | Schweden   | 3      | 1    | 2       | 3      | +2  | 0         |
| Patrik Berglund          | Schweden   | 3      | 0    | 3       | 3      | +1  | 2         |
| Martin Thörnberg         | Schweden   | 3      | 2    | 0       | 2      | +1  | 0         |
| Radek Martínek           | Tschechien | 3      | 2    | 0       | 2      | +5  | 2         |
| Witali Atjuschow         | Russland   | 3      | 2    | 0       | 2      | ±0  | 4         |

### Beste Torhüter
| Name                  | Team       | Sp | Min | GT | GTS  | Sv | Sv%   | S | SO |
| --------------------- | ---------- | -- | --- | -- | ---- | -- | ----- | - | -- |
| Teemu Lassila         | Finnland   | 1  | 60  | 0  | 0,00 | 31 | 100,0 | 1 | 1  |
| Jewgeni Nabokow       | Russland   | 2  | 120 | 4  | 2,00 | 57 | 93,4  | 2 | 0  |
| Ondřej Pavelec        | Tschechien | 2  | 120 | 4  | 2,00 | 50 | 92,6  | 2 | 0  |
| Erik Ersberg          | Schweden   | 1  | 60  | 2  | 2,00 | 25 | 92,6  | 1 | 0  |
| Viktor Fasth          | Schweden   | 2  | 118 | 5  | 2,54 | 48 | 90,6  | 0 | 0  |
| Petri Vehanen         | Finnland   | 2  | 118 | 5  | 2,54 | 37 | 88,1  | 0 | 0  |
| Jakub Štěpánek        | Tschechien | 1  | 58  | 4  | 4,14 | 27 | 87,1  | 0 | 0  |
| Wassili Koschetschkin | Russland   | 1  | 60  | 6  | 6,00 | 26 | 81,3  | 0 | 0  |

(Legende zur Torhüterstatistik: GP oder Sp = Spiele insgesamt; W oder S = Siege; L oder N = Niederlagen; T oder U oder OT = Unentschieden oder Overtime- bzw. Shootout-Niederlage; Min. = Minuten; SOG oder SaT = Schüsse aufs Tor; GA oder GT = Gegentore; SO = Shutouts; GAA oder GTS = Gegentorschnitt; Sv% oder SVS% = Fangquote; EN = Empty Net Goal; 1 Play-downs/Relegation; Kursiv: Statistik nicht vollständig)

## Auszeichnungen
Spielertrophäen
- Bester Torhüter:  Jewgeni Nabokow
- Bester Verteidiger:  Anssi Salmela
- Bester Stürmer:  Jaromír Jágr